# Verticillium vilmorinii
Verticillium vilmorinii är en svampart som först beskrevs av Guég., och fick sitt nu gällande namn av Westerd. & Luijk 1924. Verticillium vilmorinii ingår i släktet Verticillium och familjen Plectosphaerellaceae.   Inga underarter finns listade i Catalogue of Life.